# Richard Metzl
Richard Metzl (20. April 1870 in Prag, Österreich-Ungarn – 31. Oktober 1941 in Paris) war ein österreichischer Schauspieler, Regisseur und langjähriger Direktionssekretär von Max Reinhardt. Er war nach der Annexion Österreichs durch Hitler-Deutschland zur Emigration gezwungen.

## Leben und Werk
Richard Metzl war das jüngere von zwei Kindern des Kaufmanns Moriz (Moses) Metzl (1814) und dessen Ehefrau Louise geb. Wiener (1832). Seine Schwester Ottilie wurde 1868 geboren. Die jüdische Familie hieß  vormals Metzeles, sie zog in den frühen 1880er Jahren von Prag nach Wien. Der Vater starb 1896 und wurde in der israelitischen Abteilung des Wiener Zentralfriedhofs bestattet. Die Mutter lebte danach abwechselnd in Salzburg und in Karlsbad, wo Richard Metzl als Schauspieler engagiert war. Sie starb am 10. September 1909 und wurde auf dem Jüdischen Friedhof in Aigen bei Salzburg beigesetzt.
Metzl war eine Zeit lang in den Rollenfächer Held, Liebhaber und Bonvivant im Ensembles von Paul Blasel, der seit Oktober 1899 das Stadttheater Salzburg leitete, verpflichtet. Er spielte meistens Hauptrollen, beispielsweise Schillers Wilhelm Tell, den Bauern Huber vom Gelben Hof in Anzengrubers Kreuzelschreiber, den Herzog von Choiseul-d’Amboise im Trauerspiel Narciß von Albert Emil Brachvogel oder den Freiherrn Botho im Lustspiel Auf der Sonnenseite von Oscar Blumenthal und Gustav Kadelburg. 
1902 trat er aus der Israelitischen Kultusgemeinde in Wien aus. 1910 ließ er sich in der Evangelisch-Reformierten Kirche (H.B.) taufen. Er lebte damals in Berlin und heiratete eine Eugenie. Das Paar hatte zwei Kinder, Ljuba und Peter, beide in Berlin geboren. Er war als Schauspieler und Regisseur an den Berliner Bühnen Max Reinhardts tätig, ab der Gründung der Salzburger Festspiele im Jahr 1920 auch als Reinhardts Sekretär im Schloss Leopoldskron. Zwischen 1930 und 1932 trat er auch als Schauspieler bei den Festspielen auf, stets als Zweitbesetzung für Eduard von Winterstein. Er verkörperte den Schuldknecht im Jedermann, den Brighella im Diener zweier Herren und den Verwalter in Goethens Stella. Zwar agierte Metzl zeitlebens im Schatten des großen Inszenators Reinhardts, doch wurden seine Leistungen zumindest vom österreichischen Bundespräsidenten Wilhelm Miklas wahrgenommen, der ihm 1936 einen hohen Orden verlieh. Er war mit Stefan Zweig befreundet, eine Aufnahme zeigt Metzl mit dem Schriftsteller während einer Probe für den Salzburger Faust in der Felsenreitschule im Sommer 1933. Während der Annexion Österreichs durch Hitler-Deutschland befand er sich in Wien. Er blieb dort bis 26. August 1938 polizeilich gemeldet – mit dem Abmeldevermerk „Salzburg“. Im Melderegister der Stadt Salzburg scheint keine Anmeldung auf, nur ein Vermerk tot „31. X. 1941 Paris“.

## Familie
Das Schicksal seiner Frau Eugenie und der Kinder Ljuba und Peter ist ungeklärt.
Ottilie Metzl, die Schwester, war als Schauspielerin am Burg- und am Raimund-Theater tätig. 1902 heiratete sie den Schriftsteller Felix Salten, Trauzeugen waren Arthur Schnitzler und Siegfried Trebitsch. Das Paar hatte zwei Kinder, Paul Salten (1903–1937) und Anna Katharina Salten (1904–1977). Die Familie flüchtete 1938 nach Zürich. Dort verstarb die Schwester im Jahr 1942, der Schwager im Jahr 1945.

## Auszeichnung
- 1936: Ritterkreuz des österreichischen Verdienstordens

## Gedenken

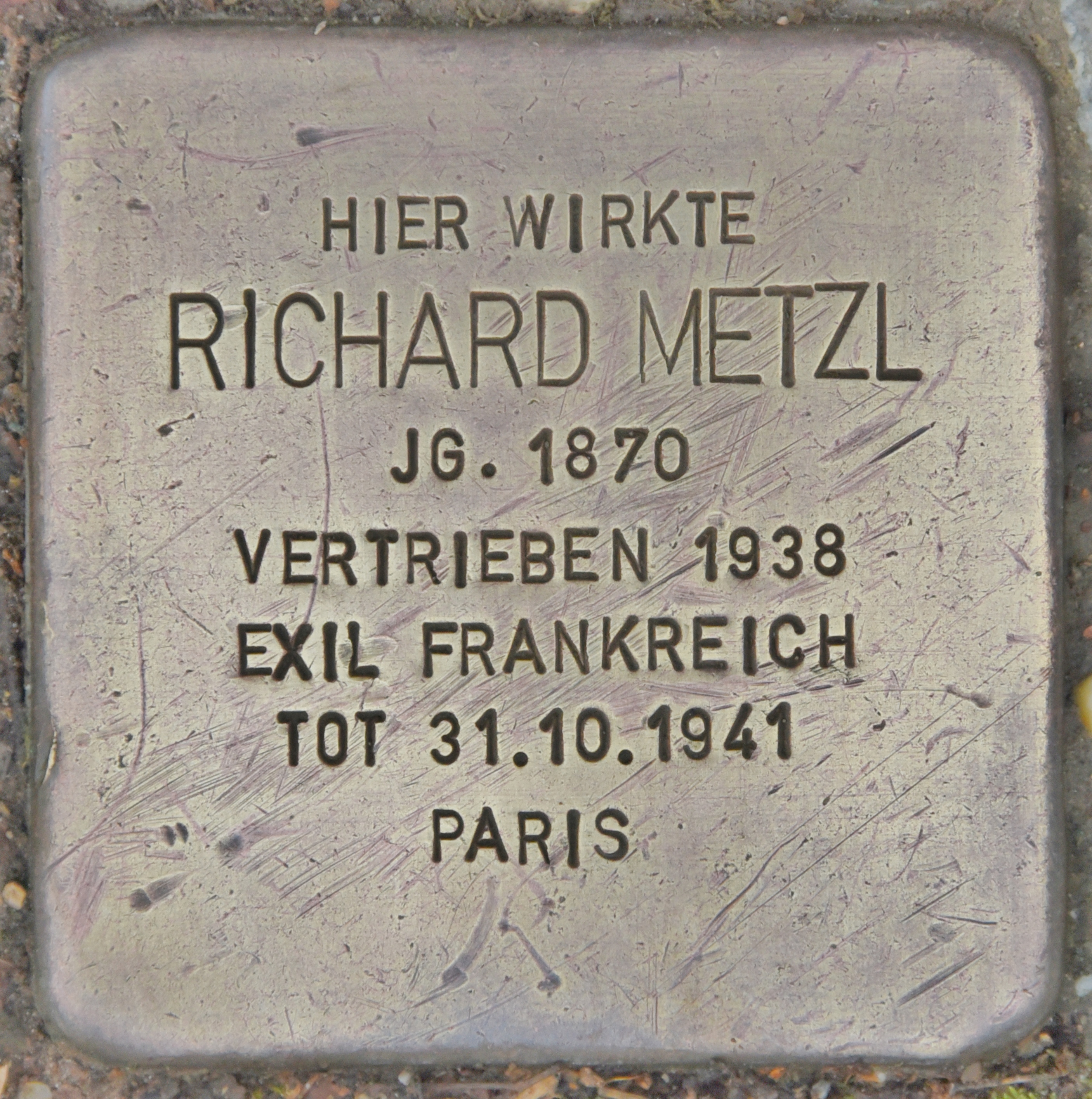
Stolperstein für Richard Metzl

Vor dem Schloss Leopoldskron in Salzburg liegen zwei Stolpersteine, einer zum Gedenken an Richard Metzl und einer für Max Reinhardt. Sie wurden am 19. April 2013 von Gunter Demnig verlegt.

## Quelle
- RICHARD METZL, auf der Website Stolpersteine Salzburg, abgerufen am 21. Juni 2020

| Personendaten    | Personendaten                               |
| ---------------- | ------------------------------------------- |
| NAME             | Metzl, Richard                              |
| KURZBESCHREIBUNG | österreichischer Schauspieler und Regisseur |
| GEBURTSDATUM     | 20. April 1870                              |
| GEBURTSORT       | Prag                                        |
| STERBEDATUM      | 31. Oktober 1941                            |
| STERBEORT        | Paris                                       |